# Rzuchów (Silésie)
Pour les articles homonymes, voir Rzuchów.
Rzuchów est une localité polonaise de la gmina de Kornowac, située dans le powiat de Racibórz en voïvodie de Silésie.